# Тренкус
Тренкус (пол. Trękus, нім. Groß Trinkhaus) — село в Польщі, у гміні Пурда Ольштинського повіту Вармінсько-Мазурського воєводства.
Населення — 156 осіб (2011).

## Демографія
Демографічна структура станом на 31 березня 2011 року:
|          | Загалом | Допрацездатний вік | Працездатний вік | Постпрацездатний вік |
| -------- | ------- | ------------------ | ---------------- | -------------------- |
| Чоловіки | 78      | 16                 | 54               | 8                    |
| Жінки    | 78      | 16                 | 49               | 13                   |
| Разом    | 156     | 32                 | 103              | 21                   |